# 独立芸術家協会 (ニューヨーク)
独立芸術家協会（Society of Independent Artists）は1916年にニューヨークで創立された美術家団体である。

## 概要

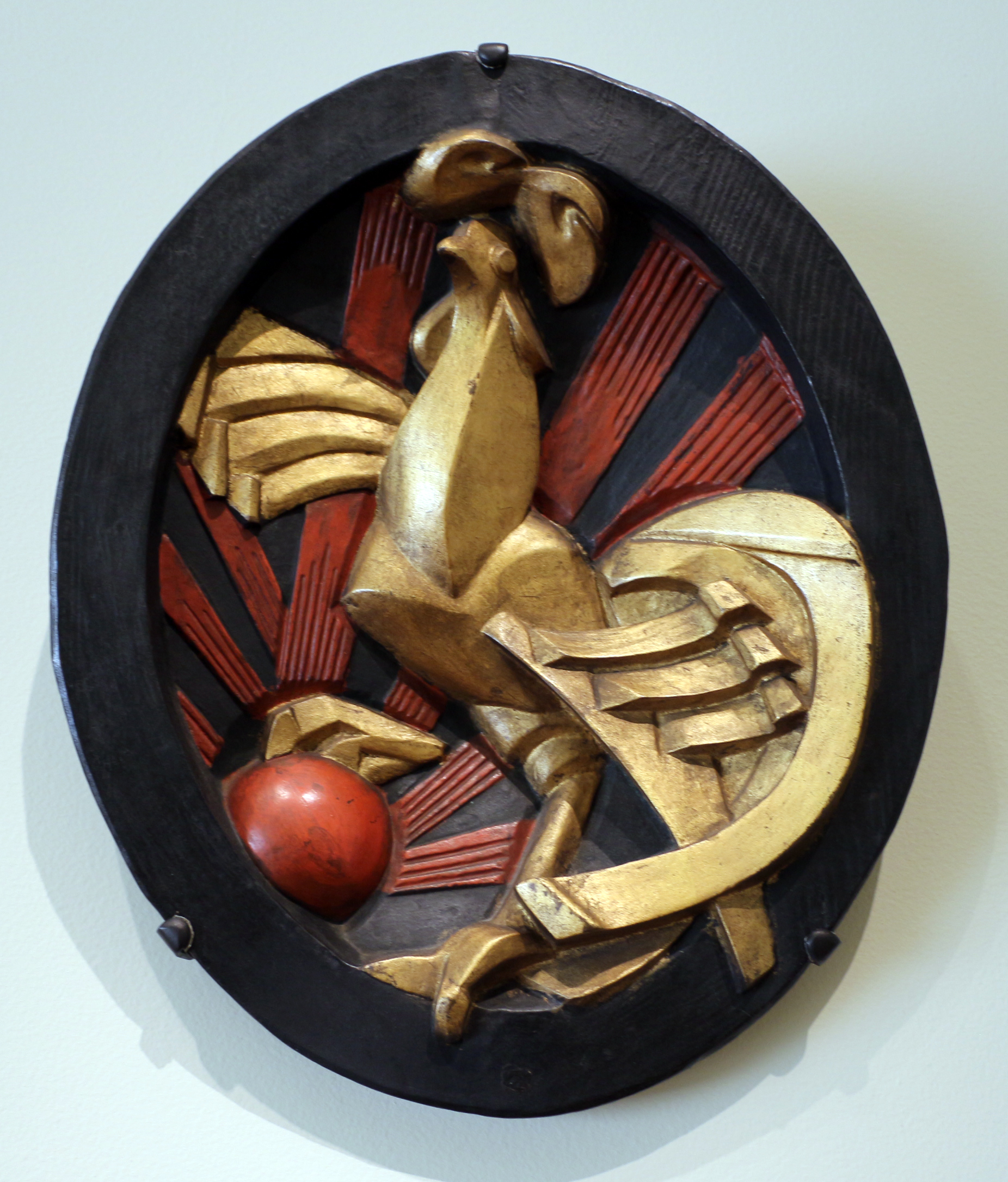
1918年の第2回展に出展されたレイモン・デュシャン＝ヴィヨンの作品

1884年にパリで開催された無審査・無賞・自由出品を原則とする美術展、アンデパンダン展の思想に基づいて、ニューヨークでも定期的な無審査の展覧会を開くことを目的として前衛画家たちによって創立された。6ドルの会費、参加料を払えば展覧会への出展は自由とされた。ヨーロッパで学んだ画家たちや、ヨーロッパからニューヨークに移ってきて活動していた画家たちが創立メンバーとなり、ウィリアム・グラッケンズが会長、チャールズ・プレンダーガストが副会長となった。1913年にヨーロッパの美術をアメリカに紹介した展覧会アーモリーショーを企画運営した「アメリカ画家・彫刻家協会」( Association of American Painters and Sculptors)のメンバーが多く加わっている。
第1回の定期展覧会はニューヨークのグランド・セントラル・パレスで1917年の4月から5月に開催されて2000点以上の作品が展示され、カタログには出展者の姓のアルファベット順に表示された。国外の芸術家の参加もあったが、ニューヨークやアメリカ東海岸の芸術家の作品が多くを占めた。
創立メンバーの マルセル・デュシャンは展示会の展示委員であったが、第1回の定期展覧会に普通の男子用小便器に「リチャード・マット (R. Mutt)」という署名をし、『泉』というタイトルを付けた作品の出展を拒否されたことから退会した。
グラッケンズの後、ジョン・スローンが1919年に会長を継ぎ1951年に亡くなるまで会長を続けた。1918年から1934年までA・S・ベイリンソンが事務局長を務めた。

## 主な創立会員
- チャールズ・プレンダーガスト (1863-1948)-初代副会長
- ウィリアム・グラッケンズ (1870-1938)-初代会長
- ジョン・マリン (1870-1953)
- ジョン・スローン (1871–1951)-2代会長
- ジョセフ・ステラ (1877-1946)
- キャサリン・ソフィ・ドライア (1877-1952)
- ウォルター・アレンズバーグ (1878–1954)-詩人、収集家
- アルベール・グレーズ (1881-1953)
- メアリー・ロジャース (1882-1920)
- ジョン・コバート (1882-1960)
- ウォルター・パック (1883-1958)
- マルセル・デュシャン (1887-1968)
- マン・レイ (1890-1976)